# Quetzal (Vogel)
Der Quetzal [kɛˈt͜sal] (Pharomachrus mocinno) ist ein grün- und scharlachrot gefärbter Vogel aus der Familie der Trogone. Weitere vier Arten dieser Gattung leben in Lateinamerika.

## Beschreibung und Lebensweise
Der Quetzal ist 35 bis 38 cm lang und etwa 210 g schwer, die Männchen mit Schwanzfedern können eine Länge von bis zu einem Meter erreichen. Die Bauchseite des Weibchens ist einfarbig grün. Bei den Männchen der beiden Unterarten P. m. mocinno und P. m. costaricensis bilden sich während der Fortpflanzungszeit stark verlängerte Oberschwanzdecken, die den Schwanz verdecken und nach der Brutzeit wieder ausfallen. Die Federn können bis zu 80 cm lang werden. Vor allem während der Brutzeit führen die Quetzalmännchen spektakuläre, wenige Sekunden dauernde Balzflüge aus. Aus den Bäumen im Kammbereich der Berge steigen sie rufend in welligem Flug nach oben, um dann im Sturzflug wieder in den Kronen zu verschwinden. Bei der Brut und Versorgung der meistens zwei Jungen wechseln sich die Geschlechter ab. Nach der Brutzeit wandern die Quetzale in tiefer gelegene Bereiche der Gebirge ab. Die stachelbeergroßen Früchte wild wachsender Avocadobäume (Lauraceae) nehmen einen hohen Anteil in seinem Nahrungsspektrum ein. Der Quetzal besetzt eine Schlüsselfunktion in der Verbreitung dieser Baumarten.

## Lebensraum

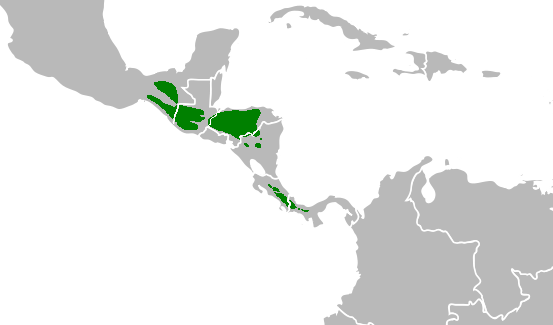
Verbreitungsgebiet des Quetzals

Der Quetzal lebt ausschließlich in den Wolken- und Nebelwäldern Mittelamerikas. Das immerfeuchte Klima ermöglicht die Verrottung abgebrochener, toter Baumstümpfe, sodass der Quetzal seine Bruthöhle in das morsche Holz graben kann. Noch existieren ausgedehnte feuchte Gebirgswälder als Lebensraum des Quetzals in Costa Rica, El Salvador, Guatemala, Honduras, Mexiko, Nicaragua und Panama.

## Quetzal und Mensch

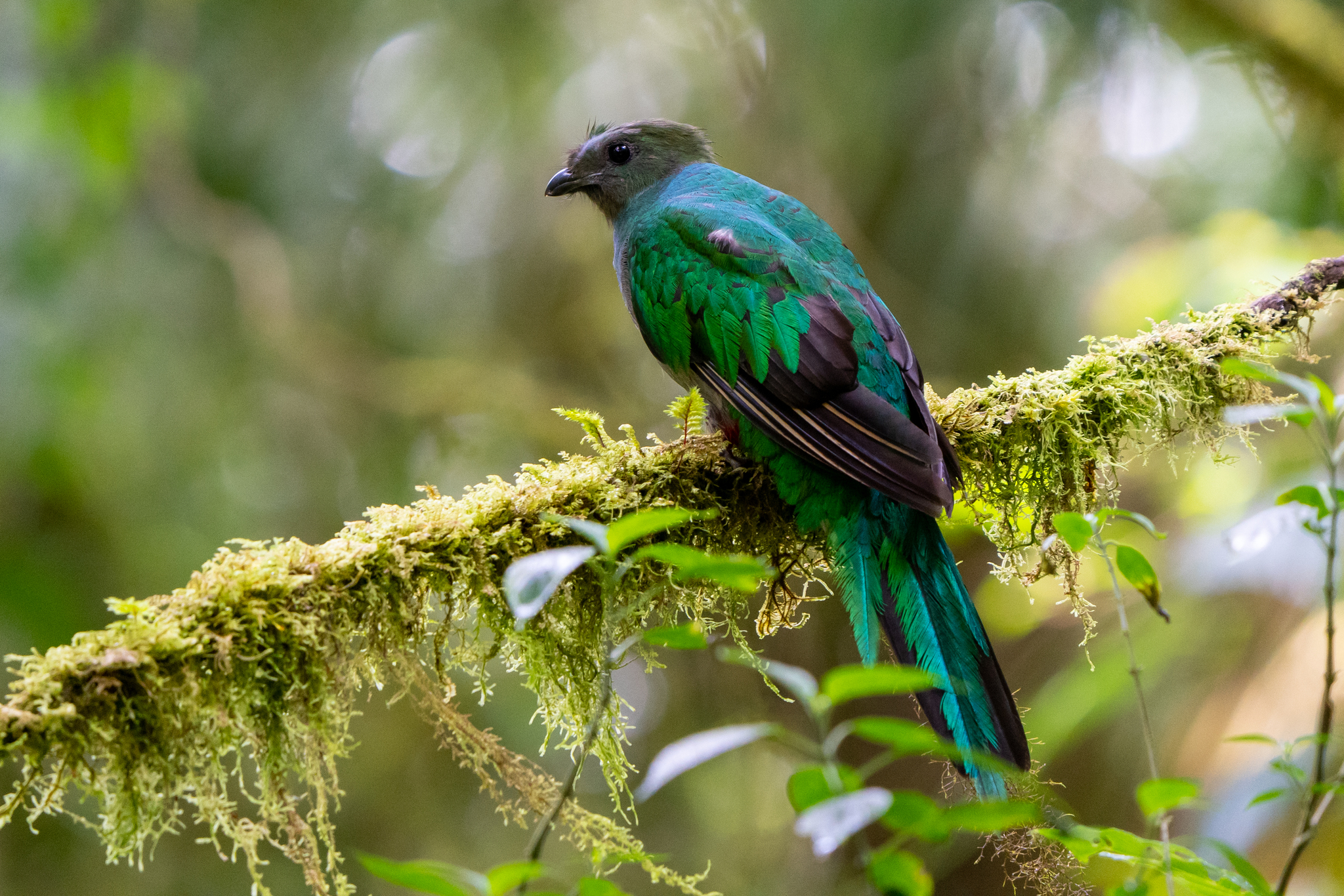
Weibchen

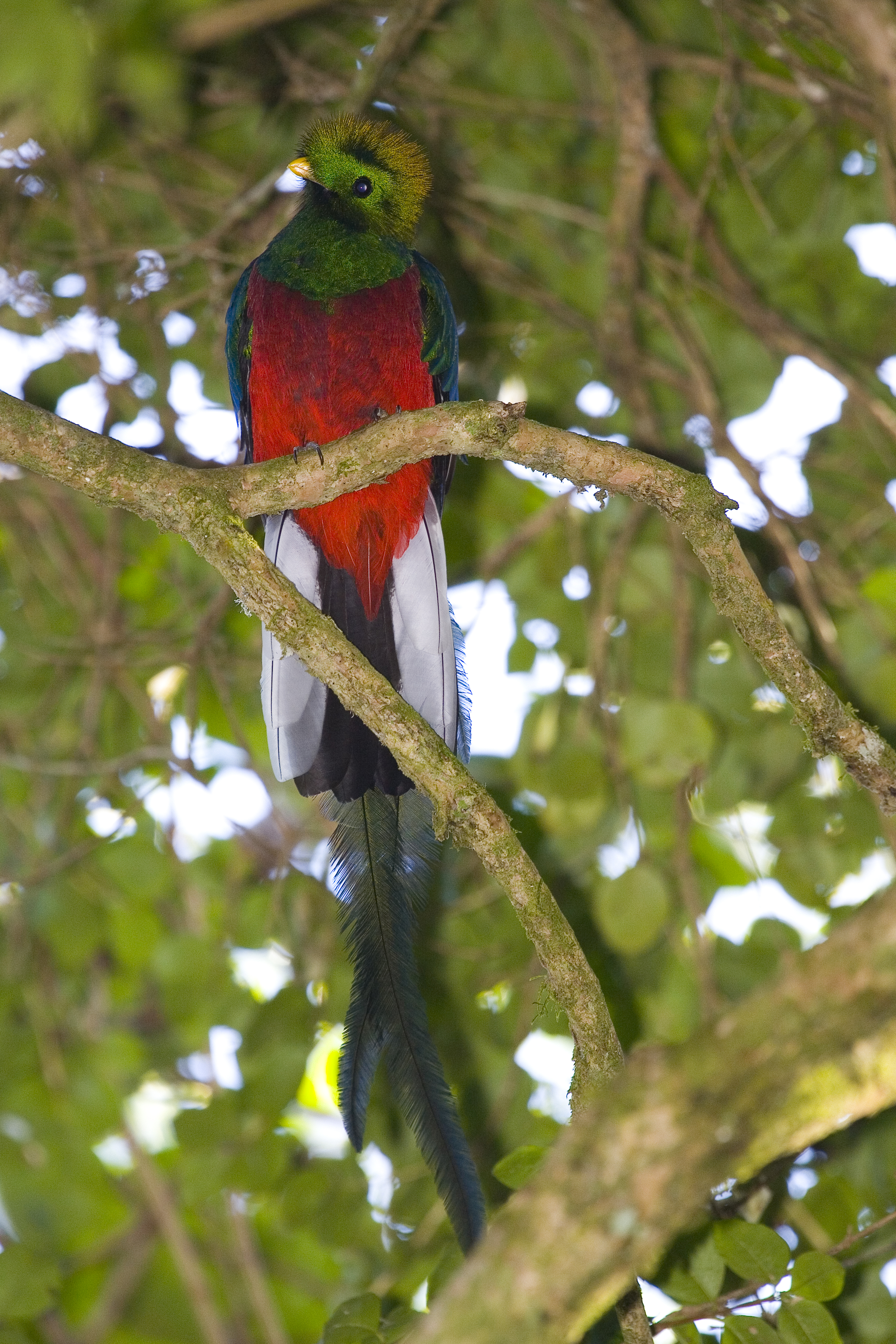
Männchen

Der Quetzal wurde von den präkolumbischen Kulturen wegen seiner prachtvollen langen Schwanzfedern, die als Kopfschmuck für ihre Fürsten und Priester dienten, gejagt. Beispielhaft ist die Verwendung seiner Federn – neben Federn anderer Vogelarten – bei der sogenannten Federkrone Moctezumas. Für die Tolteken und nach ihnen die Azteken in Mexiko war der Vogel eng mit der Gottheit Tlahuizcalpantecuhtli bzw. Quetzalcoatl verbunden und wurde daher nicht getötet. Die Vögel wurden gefangen und die langen Oberschwanzdecken wurden ausgerissen. Wer einen Quetzal tötete, wurde mit dem Tode bestraft. Heute werden Quetzale noch illegal gejagt und getötet.
In den mündlichen Überlieferungen der Quiché besaß der Quetzal ursprünglich ein ausschließlich grünes Federkleid. Seine scharlachrote Brust erhielt er nach der Eroberung des Quiché-Reiches unter Führung des spanischen Conquistadors Pedro de Alvarado in den Jahren 1524 und 1525. Der Quetzal soll im Blut des ermordeten letzten Königs der Quiché, Tecun Uman, gebadet haben. Dadurch färbte sich die Brust des männlichen Quetzal scharlachrot und gilt seither als Symbol für die Trauer um den letzten König der Quiché, Tecun Uman, und den daraus resultierenden Verlust der Freiheit des Volkes.
Eine Legende besagt, dass sich der Quetzal in Gefangenschaft selbst tötet. Aus diesem Grund gilt er auch als ein Symbol der Freiheit. Die eigentliche Todesursache liegt aber wohl in einer Pilzerkrankung der Atemwege, die in Gefangenschaft häufig auftritt. Allerdings gelang es einem Zoo in Mexiko, diesen Vogel seit 1992 zu halten, 2004 gelang die Brut in Gefangenschaft.
Der Quetzal wurde das Wappentier Guatemalas. Die guatemaltekische Währung trägt seinen Namen.
Lebend dient der Quetzal heute dem sanften Tourismus als Sehenswürdigkeit. Der Beobachtungserfolg ist sehr vom Glück und von der Jahreszeit abhängig.

## Etymologie
Pharomachrus kann mit „grellbunter Mantel“ übersetzt werden (gr. pharos „Stoffstück“, machlos „geil, grell, wild“; mocinno ist José Mariano Mociño (1757–1820) gewidmet, einem mexikanischen Naturforscher und Freund des Erstbeschreibers). ñ  wurde früher als nn geschrieben. Zum Nominativ s. Galeocerdo cuvier.- Das Nahuatl-Wort quetzalli könnte etwa „leuchtende Schwanzfedern“ bedeuten.

## Gefährdung
Der Quetzal ist durch die Zerstörung seines Lebensraumes stark gefährdet. Die mittelamerikanischen Staaten gehören zu den Gebieten mit der höchsten Waldrückgangsrate. Die Ausdehnung der Agrarflächen lässt die ohnehin isolierten und natürlicherweise begrenzten Nebelwaldgebiete zu winzigen Fragmenten schrumpfen. Durch die Umwandlung von tiefer gelegenen Wäldern in Agrarflächen werden die Überwinterungsgebiete zerstört. Diese rasant voranschreitende Vernichtung seiner Lebensräume gilt neben der Bejagung wegen seiner prachtvollen Federn als die Hauptgefährdung des Quetzals.
Seit dem Jahre 2000 steht er auf der Roten Liste der IUCN.

## Schutz
Der Quetzal steht unter dem Schutz des Washingtoner Artenschutzübereinkommens.
Die folgenden Gebiete sind die letzten gesicherten Rückzugsgebiete des Quetzal in Guatemala.
In der Nähe von Coban (Alta Verapaz) im Biotopo del Quetzal (Mario Dary Biotopo) in der Sierra de Chama auf einer Höhe von 1500 bis 2300 m ü. NN sind 1550 ha dieses Nebelwaldes als Nationalpark seit 1977 geschützt. Seit 1997 gibt es auch ein privates Naturschutzgebiet, die Reserva Privada Chelemhá mit einer Größe von 500 ha, weiterhin das Projekt Ecologico Quetzal im Hochland von Yalijux, Guaxac, Caquipec, Cham und in den drei angrenzenden Gemeinschaften des Laguna Lachu National Parks in Alta Verapaz. Von einigen wenigen anderen Populationen wird nördlich und südlich des Lago de Atitlán berichtet.

## Unterarten
Es sind zwei Unterarten bekannt:
- Pharomachrus mocinno mocinno de la Llave, 1832[6] kommt vom Süden Mexikos bis in den Norden Nicaraguas vor.
- Pharomachrus mocinno costaricensis Cabanis, 1869[7] kommt in Costa Rica bis in den Westen Panamas vor.